# Marcelino Martínez de Junquera
Marcelino Martínez de Junquera y Carreño (Sevilla, c. 1840-Montplaisir, Pau, Francia, 1904) fue un militar español que se destacó en la tercera guerra carlista en el bando legitimista.

## Biografía
Nació en el seno de una de las familias más ilustres de Sevilla. Su madre, enlazada en matrimonio con un noble caballero de Cádiz, era nieta del General Marqués del Real Tesoro, Jóse Manuel de Villena.
En 1857 entró como cadete en el Colegio de Infantería. Recién ascendido a alférez del regimiento de Infantería de La Albuera, tuvo su bautismo de fuego en la guerra de África, y volvió a España con el empleo inmediato y la cruz de San Fernando. Más tarde fue voluntario a las campañas de Santo Domingo y Cuba, en donde llegó, por méritos de guerra, al empleo de comandante.
Estallada la tercera guerra carlista, fue llamado a Madrid por el ministro de la Guerra con el fin de que formara parte de los proyectados batallones sagrados que pensaban formar para combatir al carlismo. En la capital de España tuvo la fortuna (según afirmaría él mismo después) de encontrar a su tío Manuel Suárez de Urbina, y allí convendrían ambos «en que el honor y la Patria los reclamaban allí donde se combatía por Dios, por España y el Derecho», en palabras de su biógrafo en El Correo Español.
Tomada esa resolución, marchó Junquera al Norte. Una grave enfermedad de la vista impidió al Coronel Suárez de Urbina acompañarle y, por orden del General Elío, suspendió este último su incorporación a las filas carlistas, no sin que hiciera gestiones cerca de Don Carlos por medio de José Suárez de Urbina, a la sazón cronista de campaña de Carlos VII, para que, no obstante su falta de vista, se utilizaran sus servicios. Presentado por Suárez de Urbina al pretendiente, este le diría algún tiempo después «¡Tú me has presentado pocas personas, pero buenas de verdad!», en alusión a Junquera, a los jefes de Artillería Negrete e Illanes, y al coronel de Infantería Garrido.
Don Carlos envió a Junquera al General Ollo, y este lo destinó al 7.º Batallón de Navarra. Mandó luego el 8.º y el 5.º hasta que, por último, se quedó como coronel del 6.º, poniendo todo su afán en convertirlo en un batallón que, según la Enciclopedia Espasa, «resultó ser un modelo de instrucción, disciplina y espíritu».
Martínez de Junquera se distinguió en cien combates, y su nombre, siendo andaluz, llagó a ser casi tan popular entre los navarros como los de sus ídolos Ollo y Radica. Entre las acciones que más fama dieron a Junquera están la expedición a Calahorra y el asedio de Pamplona, que llevó a cabo con muy escasas fuerzas. Frecuentemente disparaba sobre la plaza con unas mismas piezas y en una misma noche desde dos o tres posiciones distintas, haciendo creer al еnemigo que disponía de doble o triple número de cañones de los que en realidad poseía.
En la acción de Treviño o de Zumelzu, secundado por algunos jefes, entre ellos el coronel Rodrigo de Medina, también de antigua e ilustre familia sevillana, sostuvo heroicamente la retirada del Ejército carlista, «ya cargando a la bayoneta sobre centuplicadas fuerzas enemigas, ya retrocediendo en escalones y conteniendo todo un día el avance del enemigo». El Jefe de Estado Mayor carlista, José Pérula, hizo constar en su parte oficial que había visto al Coronel del 6.º Batallón de Navarra, Junquera, «al frente de los voluntarios, marchar al enemigo en columna de combate, arma sobre el hombro, y al llegar a la línea enemiga cargar a la bayoneta con la mayor energía y decisión». Este hecho, una de las más brillantes páginas de su carrera militar, permitió salvar al Ejército carlista, casi copado todo por las fuerzas liberales, y le valió la faja de Brigadier.
En la arriesgada expedición a Calahorra compartió, con el entonces Brigadier Pérula, el peligro y la responsabilidad de la misma.
Emigrado en Francia a la conclusión de la guerra, contrajo matrimonio con una noble señora, ilustre vástago de los Demaistres y vivió en su chateau de Montplaisir, cerca de Pau. Permanecería el resto de su vida en el destierro.
A su muerte, el diario carlista El Correo Español dijo de él:

D. Marcelino Martínez de Junquera era uno de los más ilustres miembros del generalato carlista; hombre de gran cultura, de valor rayano en la temeridad, prototipo del caballero cristiano, y lealísimo á nuestra Santa Causa y á la persona Augusta de Carlos VII.

El Jefe Delegado de la Comunión Tradicionalista, Matías Barrio y Mier, y los generales carlistas Marqués de Vallcerrato, Barón de Sangarrén, Ramón Sáenz de Inestrillas, Juan Pérez Nájera y sus primos José Ignacio y José Suárez de Urbina organizaron solemnes funerales en sufragio de su alma en la iglesia de San Ignacio de Madrid.